# Pierre Marchand (facteur d'orgues)
Pour les articles homonymes, voir Pierre Marchand et Marchand.
Pierre Marchand (voire Marchant ou Merchant) est le facteur d'orgues français le plus représentatif et le plus prolifique en Provence et Comtat Venaissin à la fin du XVIe et au début du XVIIe siècle, digne continuateur de Nicolas Petit à la fin du XVe.

## Biographie
Originaire de Pontoise, diocèse de Rouen, et se recommandant de l'école de facture d'orgues Normande, il s'installe vers 1583 à Cavaillon puis en Avignon. Il construira pendant une cinquantaine d'années (de 1582 à 1632) des orgues (environ dix-sept) dans toute la Provence et le Comtat Venaissin dont il est le principal organier pour cette période. Il tente de faire évoluer l'orgue comtadin et provençal du "Ripieno" italien vers le modèle du Nord de la Loire, introduisant notamment de nouveaux jeux: Tierce, Sesquialtera, et généralisant l'usage du Bourdon et, semble-t-il, des premiers jeux d'anches, mais sans vraiment réussir à imposer un instrument plus vaste. Également bon menuisier il réalise les buffets lorsque la latitude lui en est laissée, ce qui, à l'époque, était assez fréquent (La Major de Marseille, par exemple).
Sa facture est caractérisée par une tuyauterie réalisée, pour tous les jeux, en alliage plomb - étain assez pauvre (17 à 18 % d'étain), avec usage d'une préparation colle tenace et ocre rouge pour la soudure, et vernie afin de la protéger de la corrosion.
Son émule, Jean Duvivier, ne lui ravit pas sa place de chef de file de la facture méridionale. 
Il transmit son art notamment aux frères Eustache, André, Gaspard et Dominique, et à la famille Meyssonnier.

## Œuvres connues
- Villeneuve-lès-Avignon, restauration en novembre 1582, disparu.

- Cavaillon, cathédrale St Véran, construction en 1583, complètement remplacé en 1653 par Charles Royer.

- Carpentras, cathédrale St Siffrein 1583; composition: Montre 8', Bourdon 8', Flûte 4', Nazard 2'2/3, Doublette 2', Flûte 2', Fourniture IV, Cymbale II, Tremblant, Rossignol et Tambourin. Disparu.

- Pertuis, église St Nicolas 1601 seuls quatre jeux subsistent dans l'orgue actuel  Classé MH[3]; composition originelle: Flûte 8', Montre4', Flûte 4', Nazard 2'2/3, Doublette 2', Larigot 1'1/3, Cymbale, Pédale de flûte 8' de 3 notes, Tremblant & Rossignol.

- Beaucaire, collégiale Notre-Dame-des-Pommiers  1602, disparu.

- Embrun, cathédrale Notre-Dame du Réal, reconstruction d'un instrument de 10 jeux dans le buffet gothique de l'orgue donné en 1463 par Louis XI; certains éléments du buffet gothique subsistent dans le massif ou soubassement de l'orgue actuel ainsi qu'au couronnement du petit orgue de la chapelle Sainte-Anne accolée à la cathédrale, ainsi que 62 % de la tuyauterie originelle de Marchand Classé MH[4], restauré par Pascal Quoirin en 2007.

- Pernes-les-Fontaines 1603, transformé et agrandi en 1771 par Antoine Gibert,  Classé MH[5], restauré par Alain Sals en 1975

- Taracon, collégiale Ste Marthe 1604, partie centrale du buffet actuel mais tourelle agrandie par Charles Boisselin, partie instrumentale de Prosper-Antoine Moitessier de 1847,  Classé MH[6].

- Viviers,cathédrale St Vincent 1609, placé dans le chœur, transféré en 1842 à Bourg-Saint-Andéol, où il se trouve toujours;  Classé MH[7] car c'est la seule façade (boiserie et tuyaux) de Marchand conservée dans son aspect originel, partie instrumentale restaurée en 2008 par Stéphane & Olivier ROBERT, le buffet par Pascal Quoirin.

- Aix-en-Provence, cathédrale St Sauveur 1612; composition: clavier de 45 notes avec Montre 8', Flûte 8', Prestant 4', Flûte 4', Nazard III (probablement petit cornet), Doublette 2', Larigot 1'1/3, Sifflet 1', Cymbale III, et 4 notes de Pédale de Flûte 12', Tremblant & Rossignol. Remplacé par l'orgue de Jean-Esprit Isnard.

- Cucuron,église Notre-Dame de Beaulieu 1614, reconstruit dans un nouveau buffet par messire Allemand et Pierre Duges d'Aix-en-Provence en 1786 mais en conservant la tuyauterie de Marchand en grande partie toujours présente.

- Marseille, cathédrale N.D. de la Major, 1615: un seul clavier de 45 notes à octave grave courte et un pédalier de 7 notes en 12', avec mention, pour la première fois en Provence, d'un jeu de Tierce; disparu.

- Avignon, St Agricol 1627; 1 clavier de 48 notes avec: Montre 8', Flûte 8', Prestant 4', Flûte 4', Nazard 2'2/3, Doublette 2', Flûte 2', Flageolet 1', Sesquialtera II, Cornet V, Fourniture III, Cymbale II et à la Pédale 8 notes de Flûte 16'.Disparu.

- Forcalquier,cathédrale N.D.du Bourguet 1627 9 jeux sur un clavier de 49 notes avec un tremblant et une flûte de Pédale, reconstruit en 1847 par Prosper-Antoine Moitessier dans un buffet neuf encore visible de nos jours; 3 jeux plus ou moins complets subsistent dans le positif dorsal,  Classé MH[8].

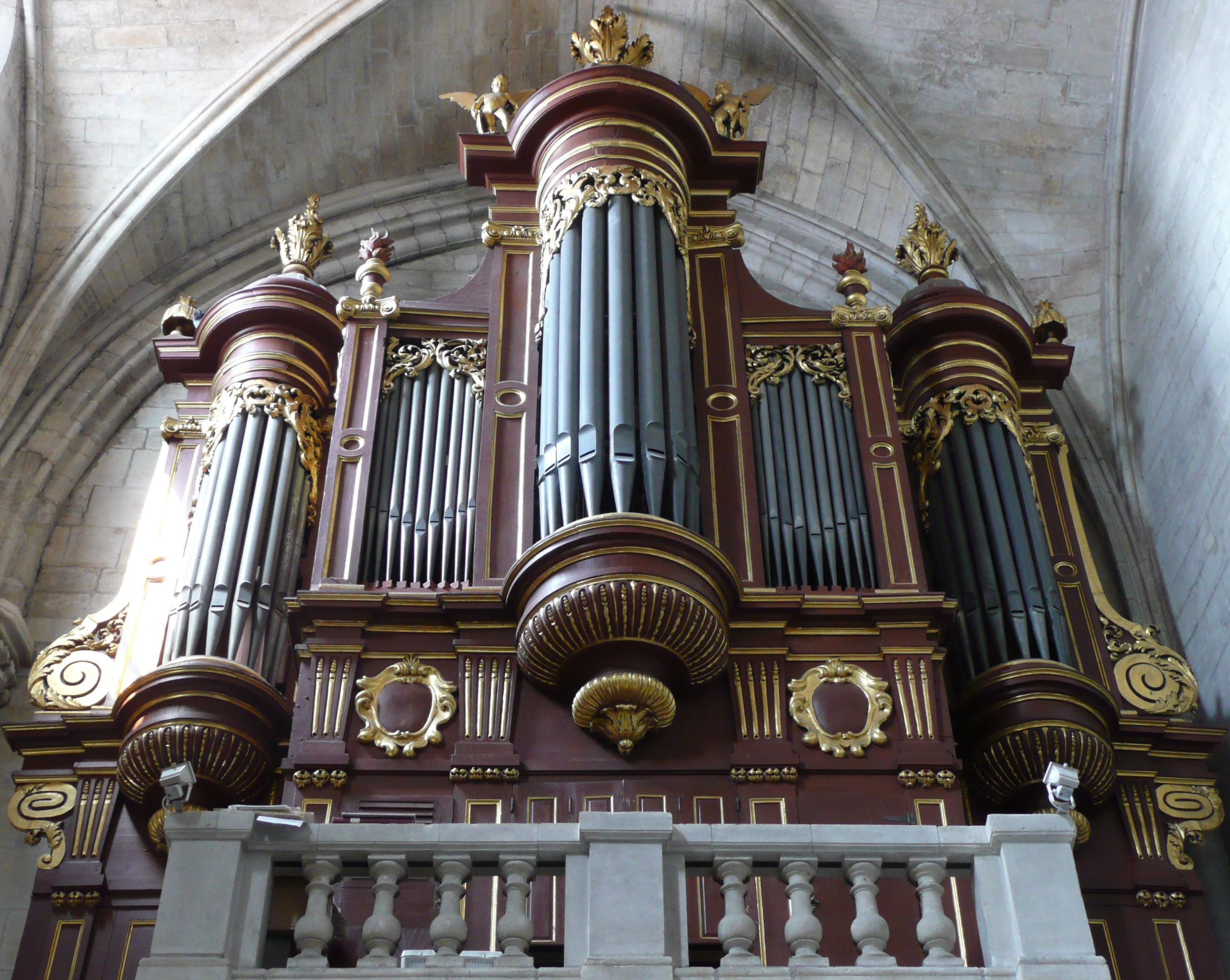
Tarascon, Ste Marthe
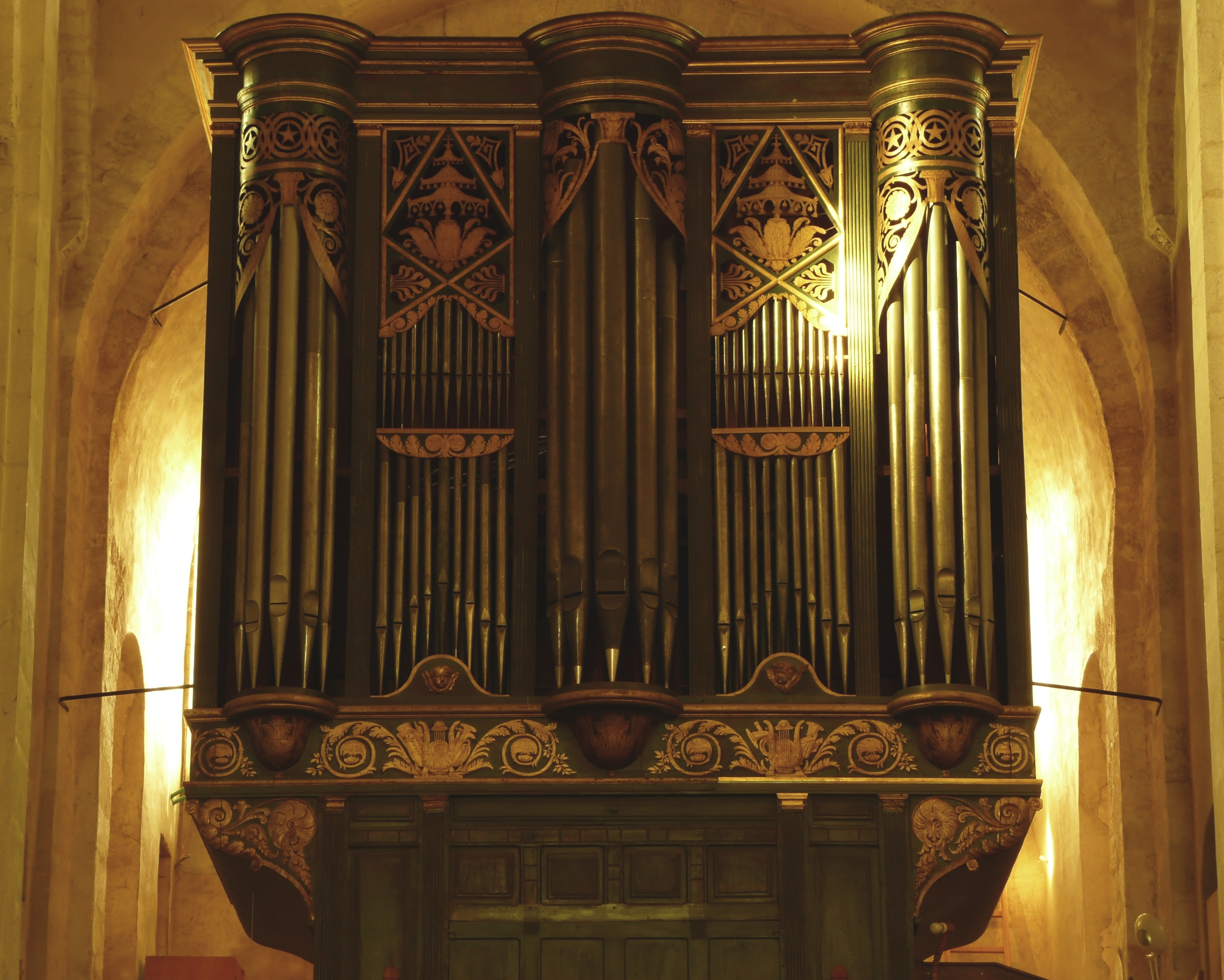
Bourg-St Andéol
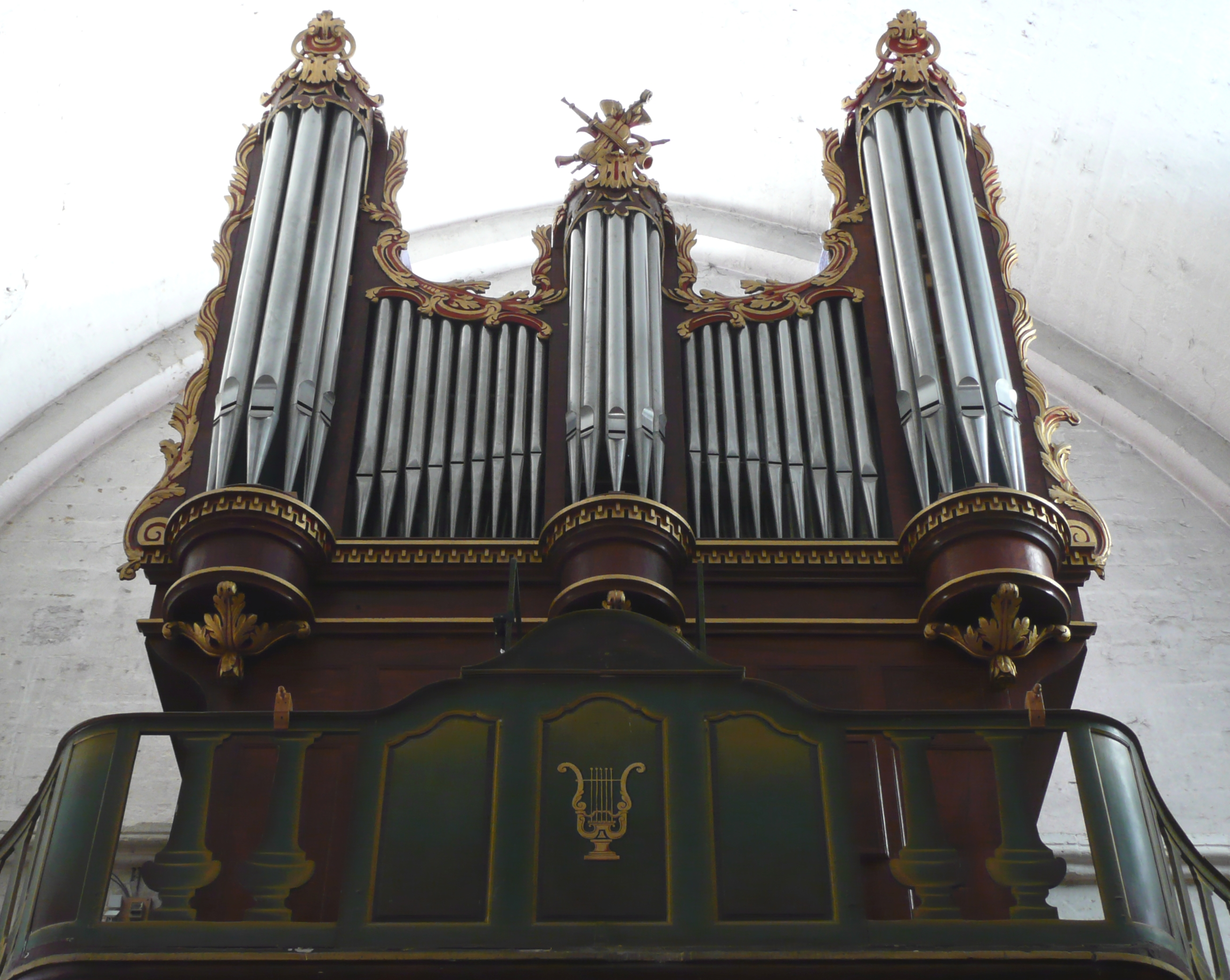
Cucuron, N.D.de Beaulieu